# خرشنة كيرغولينية
خرشنة كيرغولينية (الاسم العلمي: Sterna virgata) (بالإنجليزية: Kerguelen Tern)‏ هو نوع من الطيور يتبع جنس الخرشنة من الفصيلة النورسية.
سمي هذا النوع من الطيور نسبة إلى جزر كيرغولين في القطب الجنوبي.